# الدوري البولندي الدرجة الثانية 2008-09
الدوري البولندي الدرجة الثانية 2008-09 (بالبولندية: I liga polska w piłce nożnej)‏ هو موسم من الدوري البولندي الدرجة الثانية ‏. فاز فيه ويدزي لودز.